# Kardinalska imenovanja pape Julija II.
Papa Julije II. za vrijeme svoga pontifikata (1503. – 1513.) održao je 6 konzistorija na kojima je imenovao ukupno 27 kardinala.

## Konzistorij 29. studenoga 1503. (I.)
1. Clemente Grosso della Rovere, O.F.M.Conv., nećak Njegove Svetosti, biskup Mendea, Francuska
2. Galeotto Franciotti della Rovere, nećak Njegove Svetosti, biskup Lucce
3. François Guillaume de Castelnau de Clermont-Ludeve, narbonski nadbiskup, Francuska
4. Juan de Zúniga y Pimentel, seviljski nadbiskup, Španjolska

## Konzistorij 1. prosinca 1505. (II.)
1. Marco Vigerio della Rovere, O.F.M.Conv., senigalijski biskup, upravitelj Tvrđave sv. Anđela, Rome
2. Robert Guibé, renesi biskup, Francuska
3. Leonardo Grosso della Rovere, agenski biskup, Francuska
4. Antonio Ferrero, đubijski biskup, meštar Papinskoga kućanstva
5. Francesco Alidosi, pavijski biskup, rizničar Njegove Svetosti
6. Gabriele de' Gabrielli, urbinski biskup
7. Fazio Giovanni Santori, ćezenski biksup, bilježnik Njegove Svetosti
8. Carlo Domenico del Carretto, tebanski naslovni nadbiskup
9. Sigismondo Gonzaga, apostolski protonotar

## Konzistorij 18. prosinca 1506. (III.)
1. Jean-François de la Trémoille, nadbiskup Aucha
2. René de Prie, biskup Bayeuxa, Francuska
3. Louis d'Amboise, albijski biskup, Francuska

## Konzistorij u svibnju 1507. (IV.)
1. Francisco Jiménez de Cisneros, O.F.M.Obs., toledski nadbiskup, Španjolska

## Konzistorij 11. rujna 1507. (V.)
1. Sisto Gara della Rovere, nećak Njegove Svetosti

## Konzistorij 10. ožujka 1511. (VI.)
1. Christopher Bainbridge, veleposlanik engleskoga kralja, jorkški nadbiskup, Engleska
2. Antonio Maria Ciocchi del Monte, saslušatelj Apostolske komore i Svete Rimske rote, manfredonijski nadbiskup
3. Pietro Accolti, jakinski biskup, vikar Njegove Svetosti za Rim, saslušatelj Svete Rimske rote
4. chille Grassi, biskup Citta di Castella, saslušatelj Svete Rimske rote
5. Francesco Argentino, konkordijski biskup, bilježnik Njegove Svetosti
6. Matthäus Schiner, sionski biskup, Švicarska
7. Bandinello Sauli, biskup Gerace i Oppida
8. Alfonso Petrucci, sovanski izabrani biskup
9. Matthäus Lang von Wellenburg, biskup Gurka